# Phép xã giao ở châu Âu
Phép lịch sự xã giao ở châu Âu vốn không đồng nhất. Ngay cả trong phạm vi các vùng nội địa châu Âu thì phép xã giao cũng không giống nhau: bên trong một quốc gia đơn nhất còn có thể khác nhau về phong tục tập quán, đặc biệt là những nơi có nhiều nhóm ngôn ngữ riêng biệt, như ở Thụy Sĩ nơi có những cộng đồng nói tiếng Pháp, tiếng Đức và tiếng Ý.
Mặc cho tính hỗn tạp này, nhiều điểm trong phép xã giao được lan tỏa ra khắp châu Âu và chia sẻ chung những nét đặc trưng. Đế chế La Mã cổ đại chính là ngọn nguồn lịch sử, cũng như chất Hoàng gia, quý tộc mang tầm thế giới có sức ảnh hưởng lớn khi lan tỏa các nghi thức xã giao ra khắp châu Âu. Đơn cử như trong Cung điện Véc-xai, nơi quý tộc Pháp quy tụ về đây, một bộ quy tắc xã giao phức tạp đã được phát triển từ đó.